# Ruedi Rymann

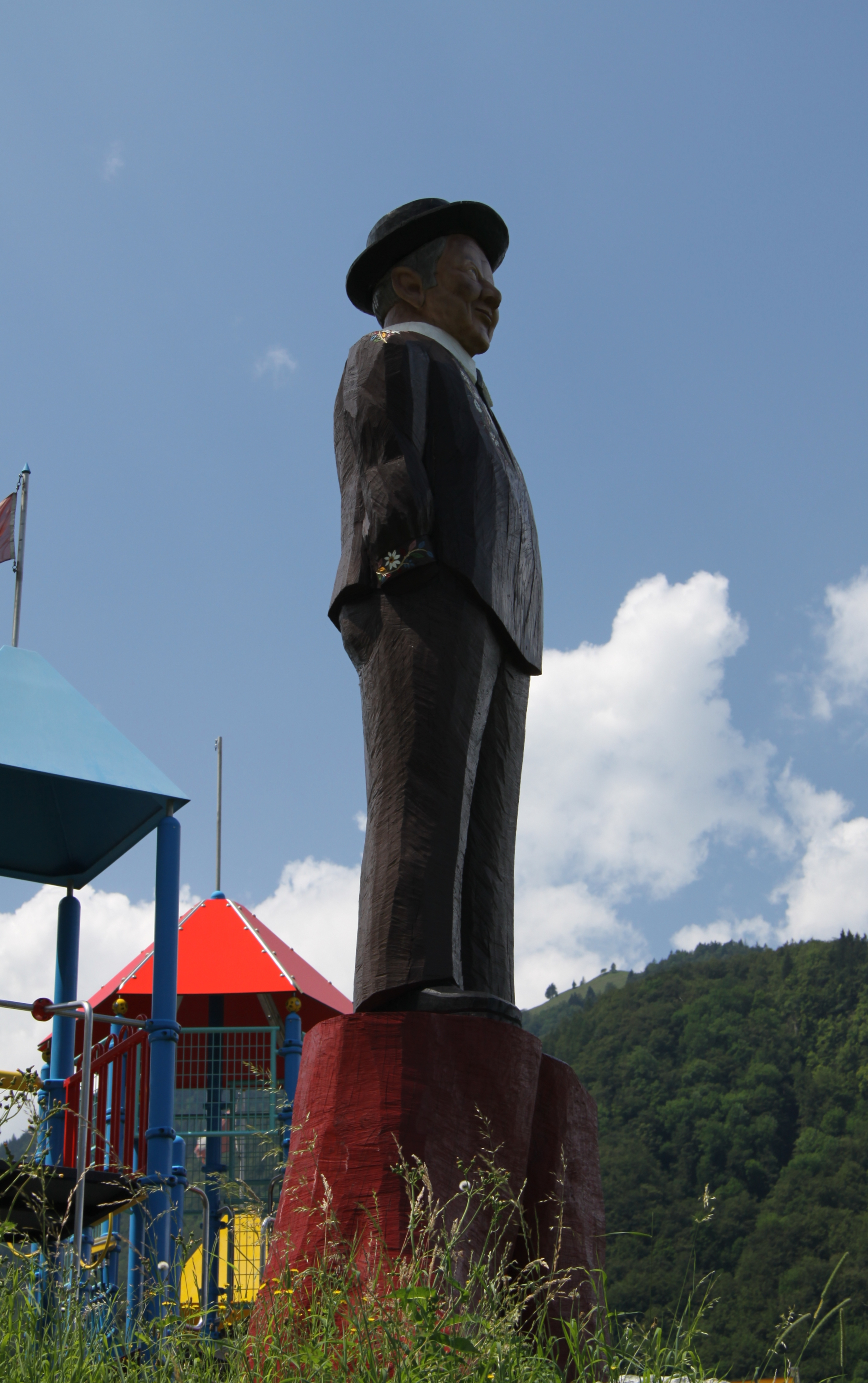
Ruedi-Rymann-Statue am Schacherseppli-Weg

Rudolf «Ruedi» Rymann (* 31. Januar 1933 in Sarnen; † 10. September 2008 in Giswil) war ein Jodler, Sänger und Komponist aus Giswil im Kanton Obwalden. Als einer der bekanntesten Schweizer Jodler ist er auch in den USA, in Japan, Südkorea und Brasilien aufgetreten.

## Leben
Rymann war seinerzeit einer der Mitbegründer des Jodelklubs Giswil. Er veröffentlichte zahlreiche Schallplatten und CDs. Für seine Interpretation des Volkslieds «Dr Schacher Seppli» (das Lied wurde 1925 komponiert) erhielt er 1982 eine goldene Schallplatte; sie gehört bis heute zu den meistgewünschten Liedern bei den Schweizer Radiosendern. Er wurde dabei so bekannt, dass er selber oft als «Schacher Sepp» bezeichnet wurde und unter diesem Namen Post bekam. Eine weitere goldene Schallplatte erhielt er für sein Jodellied «Der Gemsjäger». 
Beruflich arbeitete Rymann als Knecht, Käser und Bauer und war dann bis zu seiner Pensionierung Wildhüter. Zu seinen Hobbys gehörte neben dem Jagen auch das Schwingen: Er war aktiver Schwinger und Präsident des Brünigschwinget. Rymann war verheiratet und hatte fünf Töchter und einen Sohn. Zwei seiner Töchter bilden das «Jodelduett Geschwister Annemarie und Silvia Rymann».
In der Sendungsreihe Die grössten Schweizer Hits des Schweizer Fernsehens gewann er am 18. November 2007 zuerst die Sendung der Kategorie «Heimat» und dann am 2. Dezember die Finalsendung. Mit rund 50 Prozent der Stimmen wurde «Dr Schacher Seppli» zum grössten Schweizer Hit gewählt und löste damit Polo Hofers «Alperose» ab, den ersten Gewinner dieser Auszeichnung. Rymann verstarb 75-jährig am 10. September 2008 an den Folgen einer Leberkrebserkrankung.

## Ehrungen
Ruedi Rymann war Ehrenbürger von Giswil.
Im Jahr 2002 erhielt er den Prix Walo in der Sparte «Volksmusik/Blasmusik» und 2007 den Obwaldner Kulturpreis. Im März 2010 wurde zu Ehren von Ruedi Rymann in Giswil ein Denkmal gesetzt. Es zeigt den «Schacherseppli als stolzes Mannsbild und liebenswerten Vaganten». In Giswil ist der Wanderweg Schacherseppli-Weg nach ihm benannt.